# Translingüismo
El translingüismo puede referirse a un proceso pedagógico que consiste en utilizar más de una lengua en una actividad educativa o puede usarse para describir la forma en que las personas bilingües usan sus recursos lingüísticos para crear sentidos e interactuar con el mundo que los rodea. El término "Translanguaging" (translingüismo) fue acuñado en la década de 1980 por Cen Williams (aplicado en galés como trawsieithu) en su tesis inédita titulada “An Evaluation of Teaching and Learning Methods in the Context of Bilingual Secondary Education”, ("Una evaluación de los métodos de enseñanza y aprendizaje en el contexto de la educación secundaria bilingüe"). Williams usó el término para describir la práctica de usar dos idiomas en la misma lección, que difería de muchos métodos anteriores de educación bilingüe que intentaban separar los idiomas por clase, hora o día. Sin embargo, la difusión del término, y del concepto relacionado, cobró fuerza décadas más tarde debido en parte a la investigación publicada por Ofelia García, entre otros. En este contexto, el translingüismo es una extensión del concepto de lenguaje, las prácticas discursivas de los hablantes de un idioma, pero con la característica adicional de usar varios idiomas, a menudo simultáneamente. Es un proceso dinámico en el que los hablantes multilingües navegan por complejas demandas sociales y cognitivas a través del empleo estratégico de múltiples idiomas.
El translingüismo involucra cuestiones de producción del lenguaje, comunicación efectiva, la función del lenguaje y los procesos de pensamiento detrás del uso del lenguaje. El translingüismo es el resultado del bilingüismo. El término se emplea a menudo en un entorno pedagógico, pero también tiene aplicaciones en cualquier situación experimentada por hablantes multilingües, que constituyen la mayoría de las comunidades lingüísticas del mundo. Esto incluye dinámicas familiares lingüísticas complejas, y el uso de la alternancia de código y cómo ese uso se relaciona con la comprensión que cada persona tiene acerca de su propio multilingüismo.

## Historia

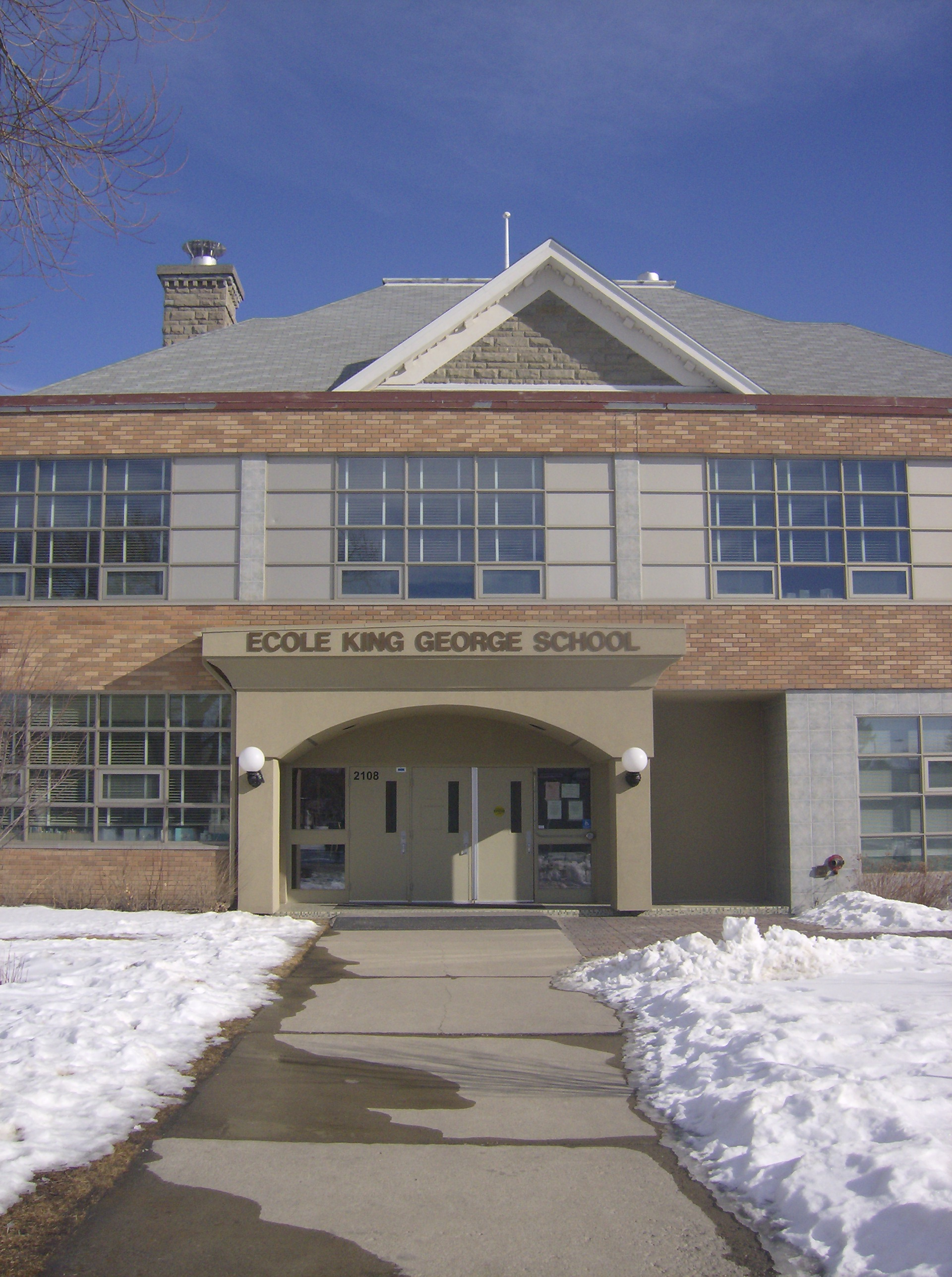
Las puertas de la escuela de "King George School" en Calgary, Alberta. Esta empezó como una regular escuela inglesa de barrio en 1912, se convirtió en inglés-francés de doble enfoque en 1987 y en inmersión en francés de única orientación en 2002.

Evidencia arqueológica apunta a que la educación Bilingüe se remonta a por lo menos 4000 a 5000 años. Mientras que la mayoría de investigaciones actuales sobre educación bilingüe se enfocan en lo último del siglo XX , también hay estudios que muestran que el griego tanto como el latín fueron aprendidos por Aristócratas Romanos. Sistemas educativos Bilingües modernos surgieron en Europa y América del Norte en 1960 y 1970 como por ejemplo la Inmersión del idioma Francés en Canadá.
La ideología detrás del translingüismo emergió de la evolución de prácticas de enseñanza multilingüe, particularmente dichas prácticas alententaron el enseñar Inglés a hablantes de otras lenguas lo que en inglés se describe como Teaching English to Speakers of Other Languages (TESOL) o en español Enseñanza del idioma Inglés a hablantes de otros idiomas, la cual es una asociación internacional designada a mejorar la calidad de la instrucción del idioma Inglés. Los inicios de la educación bilingüe en los Estados Unidos afirmaron la importancia del habla y rechazaron el aprendizaje de un idioma en forma escrita. La impartición de un segundo idioma de las décadas de 1960 y 70 fuertemente utilizaba en gran medida ejercicios orales y auditivos, las partes escritas estaban orientadas en la repetición y mimética, para los alumnos se dio prioridad la estructura, forma, sintaxis, y la gramática. En este sistema no había enfoque en el actual uso del lenguaje, lo cual direccionó a una carencia de conocimiento sobre cómo el idioma y la comunicación funcionan en la práctica real.
A finales de los años 70 y 80, la educación de un segundo idioma cambió para centrarse en la importancia de la comunicación y el uso del idioma para la participación en ciertas comunidades de discurso. Sin embargo, enfatizando en el aprendizaje de lengua como medio para introducir una comunidad de discurso conllevaba complicaciones, debido a que presionó al alumnado a renunciar a sus propias prácticas lingüísticas para convertirse en miembros practicantes en las nuevas comunidades de discurso.
El translingüismo como foco de estudio surgió por primera vez en Bangor, Wales en 1980. Está fundamentado en la idea de François Grosjean de que los bilingües no son monolingües en uno. Cen Williams y sus colegas investigaban estrategias de utilizar ambos el galés e inglés en una misma lección en un salón de clases. El término galés de Cen Williams "trawsieithu" fue traducido al inglés como "translanguaging" por su compañero Colin Baker.
Especialistas argumentan funciones de translenguaje como una emancipación de las segundas pedagogías de adquisición de la lengua adversas del siglo XX. Creen que el translenguaje da a alumnos multilingües una ventaja dentro de sistemas educativos porque  (1) impulsa  un más minucioso entendimiento del contenido; (2) ayuda el desarrollo de la lengua más débil para hablantes bilingües o multilingües; (3) desarrolla enlaces de casa a escuela dentro del uso de lengua; e (4) integra hablantes expertos  con estudiantes iniciales , como resultado extendiendo el proceso de aprendizaje de la lengua.

## Debates importantes
El  argumento principal  en contra de la incorporación del translenguaje a los contextos académicos es la idea de que los hablantes de inglés internacional tendrían dificultades para comunicarse entre sí debido a una vasta variedad de idiomas que se hablan. Sin embargo, los defensores de la pedagogía del translenguaje mantienen  que malentendidos  entre los hablantes de inglés internacional que practican el translenguaje no son constantes, y que cuando se producen malentendidos entre los hablantes se arregla inmediatamente por medio de otros medios de negociación. Los defensores indican que los hablantes de inglés internacional pueden comunicarse con relativa facilidad porque disponen de diversas herramientas para dar sentido a las variedades lingüísticas con las que se relacionan.
Algunos académicos claman el desarrollo de estudio de variedades inglesas "no normalizados" para ayudar con el estudio de translingüismo.
Barbara Seidlhofer hace referencia  que programas de adquisición de la lengua no deberían estar  enseñando lenguaje con la intención de conseguir una competencia de nativo-hablante , pero que tendrían que "adoptar el objetivo realista emergente  de competencia intercultural lograda a través de un plurilingualismo que integra en vez de excluir" ingleses Internacionales Esta estrategia pedagógica necesita al translingüismo como un medio a través del cual se pueda cumplir tal  plurilingüismo. Para Seidlhofer, la incorporación del tal Inglés Internacional a los sistemas educativos serían más productivos  para estudiantes de segunda lengua que actualmente dominan las pedagogías de adquisición de lengua , los cuales se enfocan en el  estándar americano y variedades británicas del inglés. Desde entonces lograr el estado de hablante nativo es casi imposible sin años de estudio, translingüismo presenta alumnos  con oportunidades de aprender el idioma en un espacio más acogedor, alentando su adquisición de lengua en todas las  variedades más que fomentar la participación y una adquisición de una variedad dominante individual.
Propulsores de la descolonización de la lengua inglesa argumentan que de permanecer en  variedades particulares de inglés como las principales variedades legítimas  para utilizar en programas de adquisición de la lengua es una práctica  que perpetúa actitudes coloniales destructivas hacia lenguas no inglesas y las variedades de inglés de sus hablantes. Incorporar translingüismo es un camino a través del cual la  descolonización de la lengua inglesa podría ocurrir. De este modo, descentralizando aquellas variedades dominantes particulares de inglés podría funcionar hacia la legitimación del uso de "variedades inglesas no normalizadas" en el nivel educativo.

## Translingüismo y code-switching
La relación del translenguaje con el concepto de code-switching depende del ram de translenguaje que se utilice. Los múltiples modelos se han creado  para describir el procesamiento cognitivo de la lengua y cómo el multilingüismo funciona y se manifiesta el en un hablante individual. El modelo unitario de translenguaje, derivado del postmodernismo en la lingüística, considera que el cambio de código debería un fenómeno separado del translenguaje. Esto se debe a que el modelo unitario define el cambio de código como un modelo de competencia doble, el cual supone que los sistemas lingüísticos de un individuo están separados sin superponerse. El modelo de competencia dual del cambio de código contrasta directamente con el modelo unitario del posmodernista, que teoriza que un hablante sólo posee un sistema lingüístico singular, lo que hace que el cambio de código sea irreconciliable con el translenguaje. Por otro lado, el modelo integrado de translenguaje adopta una posición más centrista. Considera que el cambio de códigos es un aspecto del translenguaje junto con otras actividades multilingües que les gusta la traducción, porque se cree que los sistemas lingüísticos internos de un individuo se superponen pero no son unitarios.
Lingüistas posmodernos no reconocen al cambio de código como translanguaging porque ellos llaman a cuestionar la gran idea  de lenguas discretas, argumentándolas de ser invenciones creadas a través de varios procesos culturales, políticos, o  sociales. Los posmodernistas reconocen que las diferencias lingüísticas pueden existir entre "lenguas", pero el concepto de una "lengua" como una entidad abstracta e independiente está considerada una construcción  social. Cuándo aplicada a la teoría de translingüismo, los posmodernistas argumentan que una competencia individual lingüística  es la suma de sus interacciones individuales con otros hablantes y conocimiento lingüístico global. Cada persona tiene un repertorio lingüístico individualmente distinto, o idiolecto, debido a su experiencia de socialización única. El sistema lingüístico interno está considerado unitario y abarca todos sistemas gramaticales y léxicos. De ahí, los sistemas discretos de la competencia lingüística dados por el cambio de código no puede ser considerados parte del translenguaje en el modelo unitario.
El modelo integrado adopta una posición más cercana al centro de los dos extremos sobre los sistemas lingüísticos. El modelo se desarrolló a partir de las críticas al modelo unitario, afirmando que las conclusiones de los posmodernos eran producto de la teoría, más que de los datos lingüísticos sobre el multilingüismo. El modelo postula que el sistema lingüístico interno de cualquier individuo se construye con sistemas léxicos discretos para cada "lengua" y sistemas gramaticales superpuestos que pueden compartir rasgos fonéticos, morfológicos, fonológicos y semánticos. Se cree que los sistemas lingüísticos dependen de la estructuración lingüística de cada sistema y de si la estructuración puede hacerse con o sin diferenciación cognitiva. El modelo integrado conceptualiza entonces las teorías sobre el cambio de código como aspectos del propio translenguaje, porque tanto el modelo integrado sobre el translenguaje como el cambio de código asumen algunas características compartidas y cierta distinción entre los sistemas lingüísticos cognitivos.

## Translingüismo en la cultura sorda
Translingüismo dentro de la cultura sorda se basa en la accesibilidad sensorial , por tal motivo  translingüismo todavía existe en la cultura Sorda; esta es tan solo diferente que translingüismo   en hablantes no sordos. Un ejemplo de translinguismo en la cultura sorda es cuándo una "familia sorda mixta se comunica en la mesa de cena utilizando  boquilleos, señales de voz, voz y signos." [cita requerida] Translinguismo puede ser utilizado de forma prescriptiva  y descriptiva y utiliza un rango entero lingüístico del hablante de un hablante a pesar de la esfera social y política de lenguajes. También pueda ser visto como las prácticas de lengua de hablantes bilingües. Un continuo tema en la comunidad sorda es la necesidad de lenguaje de señas para ser lenguas de minoría considerada, desde los hablantes sordos tienen un "sensorial inaccesibilidad a lenguas habladas." hay también un asunto de acceder a firmó lenguas para niños sordos, en cuanto a muchos, este acceso es compromised. Los hablantes sordos también afrontan sensorial asimetrías, y teorías como translanguaging puede acechar el discurso político para derechos de lengua de la señal cuando firmó las lenguas estuvieron vistas tan meramente gestos hace cincuenta años, pero no lenguas tan reales. Desde los niños sordos utilizan una variación de ambas lenguas firmadas y habladas,  comparten experimenta similar a aquello de otros niños bilingües. Translanguaging En la comunidad Sorda es así única porque  utilizan ambos visuales y gestural, así como lengua hablada y escrita modalidad.

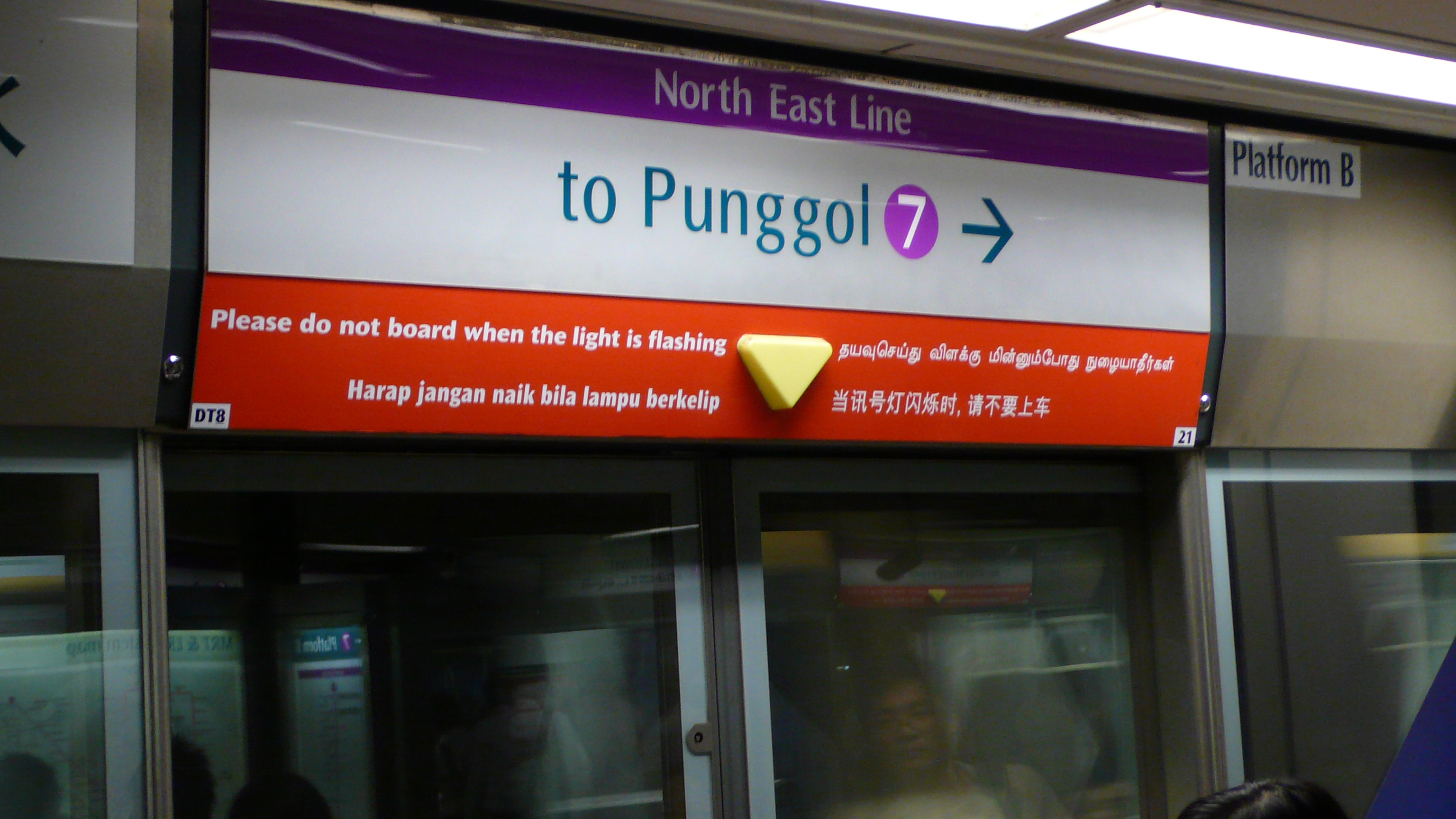
Señal multilingüe en Singapur escrito en las lenguas oficiales de ingleses, mandarín, Tamil, y malayo.

Hablantes no nativos del idioma inglés  alrededor del mundo están fuera de número  hablantes ingleses nativos del idioma inglés por una proporción de 3 a 1. Con la afluencia actual de tecnología y comunicación, ingleses ha devenido una lengua fuertemente transnacional. Cuando tal, variedades inglesas e Internacionales Englishes está deviniendo uso estándar en intercambios económicos internacionales, así aumentando su legitimidad y decrecimiento el dominance del americano estándar y variedades inglesas británicas.

## Translanguaging Espacios
En el contexto de translinguismo, cuándo se piensa acerca del lugar, esto no es necesariamente considerado un espacio físico, sino más de un espacio en la mente del individuo multilingue . A través de los procesos de translinguismo, los individuos crean su propio espacio translingue. Habiendo dicho esto,  pueden haber muchos diferentes espacios translinguisticos  que luego puedan ser incorporados o a un espacio social más amplio. Por ejemplo, un entorno universitario puede proporcionar un mejor espacio translinguista debido a la gran diversidad de estudiantes en carreras que en un típico colegio – y esto está refiriendo a la vida del @individual fuera del aula. Además, multilinguals puede generar este espacio social donde  son libres de combinar whichever herramientas  han reunido— variando de historia personal, experiencia y entorno, actitud, creencia e ideología, capacidad cognitiva y física— para formar un rendimiento coordinado y significativo. Dentro del translanguaging espacial aquello ha sido formado, el aislamiento de cada lengua individual no es presente. En cambio,  proporciona un entorno donde todas las  lenguas fusionan y resultados en completamente prácticas e ideas nuevas.
Multilingues, en su espacio translingüista, están continuamente creando nuevas estrategias  para aprovechar su conocimiento de lengua para lograr una comunicación específica en su vida cotidiana y experiencias. Cuándo ellos se sienten tranquilos con el uso de cada lenguaje, la creatividad empieza a fluir y las lenguas empiezan a ser intervenidas en maneras que sólo puede ser entendido en aquel concreto espacio translingue. Por ejemplo, la mezcla de español e inglés en Miami, Florida, ventajas a diferentes translanguaging espacios. La variedad entre estos espacios depende del país latino los hablantes provenidos debido a la diferencia en dialectos que existe. Es muy común de oír Spanglish el ser hablado en Miami pero si alguien habla ambos español e inglés,   no necesariamente signifique el uso de expresiones seguras, palabras, y las frases serán entendidas.

## Pedagogía del Translinguismo
El desarrollo del translinguismo como parte de una pedagogía de adquisición de una segunda lengua significa un cambio ideológico en sistemas de educación bilingüe y multilingüe , donde dentro del bilingüismo y el multilingüismo ya no son más vistos como una desventaja para aprender una segunda lengua, como el inglés, sino más bien como una ventaja. La incorporación de translinguismo dentro de encuadres ambientes educativos significan el movimiento de la lengua inglesa hacia un sistema más heterogéneo de varias variedades inglesas igualmente valoradas, más que un sistema de dos variedades forzadas (americano estándar e inglés británico) disputando con muchas otras pequeñas variedades. Muy importante, la pedagogía del translinguismo reclama que los hablantes multilingües que comprometen en translanguaging  no vacillate entre sistemas de lengua arbitrariamente, sino, que ellos  él con intención y un metacognitive entendiendo de la manera su trabajo de prácticas de la lengua.
Translanguaging promueve una comprensión más profunda de la materia, al hablar en un idioma  y escribir en otro totalmente diferente. Los estudiantes siempre deben tomar cómo referenciar lo que ya conocen de su primera lengua mientras están aprendiendo una segunda lengua. Esto ayuda a los estudiantes a procesar la información y mejorar su comunicación en su segunda lengua. Cuándo se introdujo en un aula bilingüe galesa, translinguismo significó que la entrada y producción del lenguaje eran a menudo cambiadas. En este tipo de entorno, por lo general a los estudiantes se les solicita  leer un texto en una lengua para que posteriormente pueda ser discutido ya sea  oral o  escrita en su segunda lengua. En el caso del aula galesa, las lenguas utilizadas eran galés e inglés. Esto dirigió a un aumento de hablantes galeses en escuelas primarias en 2007, con 36.5% del alumnado eran capaces de hablar galés, comparado a 1987 cuando sólo 24.6% de los estudiantes hablaban gales.
El objetivo de incluir translinguismo como un aspecto de pedagogía en la  adquisición de una segunda lengua  es ir más allá  de las discusiones frase-nivel y  gramaticales en las estrategias de aprendizaje de una segunda lengua, y para centrarse profundamente en asuntos de discurso y de la retórica de comunicación. Los estudiantes deberían centrarse en aplicaciones reales del lenguaje que se adaptan sus propósitos de comunicación en función del contexto en el que se comunican, en lugar de un modo de aprendizaje de la lengua que se ajusta a una sola variedad. Algunos becarios que escribieron dentro de la pedagogía translingüista defienden una concepción diversificada de la lengua inglesa, donde las variedades múltiples del idioma inglés existen con sus normas propias,  sistemas y todas tienen un estatus igual. Tal sistema habilitará una variedad de comunidades para comunicar eficazmente en inglés. En esta concepción de lengua inglesa,  tenga que ser tratado como lengua global heterogénea donde las variedades estándares del ingleses como indios, ingleses, nigerianos, ingleses, y  trinitenses seguirán teniendo el mismo estatus que variedades ortodoxas del inglés británicos y americanos. Reforzar una  sola variedad de inglés en situaciones académicas es una desventaja para los estudiantes, ya que en última instancia se encontrarán con mucho y diferentes contextos comunicativos, a medida que la sociedad avanza digitalmente, muchos de esos contextos comunicativos serán transnacionales.
Debido a que el translingüismo no es todavía conocida como una práctica de lenguas en sistemas educativos, a menudo los estudiantes lo practican en secreto y lo mantienen oculto de los instructores. La práctica de un translinguismo natural sin la presencia de esfuerzo pedagógico directo puede guiar a los estudiantes en asuntos de competencia y transferencia en contextos académicos . Este asunto es el por qué los programas de adquisición de lenguas piden que se incluya el translanguaging en programas de adquisición de la lengua, dada la necesidad que presentan los estudiantes por practicar su translinguismo en un ambiente semi- estructurado con el propósito de adquirir competencia y proficiencia en la comunicación  a través de contextos académicos. Si se les proporciona el contexto apropiado para practicar, el estudianates pueden integrar convenciones de escritura dominante a sus prácticas de lengua y negociar de forma crítica entre los sistemas de lengua mientras se dedican al  translanguaging. Para que los estudiantes tengan éxito en el translanguaging en contextos académicos y otros varios, deben ejercer una conciencia metacognitiva crítica sobre sus prácticas lingüística.

### Profesores
Hacer uso de translinguismo en el aula no requiere que el profesor sea bilingüe; sin embargo,  si requiere que el profesor sea un compañero de aprendizaje . Los profesores monolingües que trabajan con estudiantes bilingües o multilingües pueden utilizar con éxito esta práctica de enseñanza; pero, deben de confiar en sus estudiantes, sus padres, la comunidad, libros, y tecnología más que del profesor bilingüe, con el propósito de apoyar el aprendizaje y aprovechar los recursos con los estudiantes . Como el  translinguismo permite la legitimación de todas las  variedades, los profesores pueden participar estando abiertos a aprender las variedades de su alumnado, e incorporando palabras a su léxico de uso diario, sirviendo como modelo para los estudiantes para empiecen a trabajar con sus lenguas no nativas.
La prohibición tradicional de translinguismo en los trabajos de nivel  alto puede impedir que los  estudiantes multilingües practiquen sus habilidades translingüísticas
, por lo que es responsabilidad  del instructor proporcionar espacios seguros para los estudiantes para que los estudiantes practiquen y desarrollar sus habilidades translingüísticas. Los profesores tienen que planear las prácticas translingüísticas que van a ser utilizadas con sus estudiantes; además, también deben planificar cada lección, ya que el translingüismo no es aleatorio. Mediante la lectura de textos bilingües, los profesores dan a los estudiantes la oportunidad de experimentar dos o más idiomas juntos y de esta manera comparar y contrastar las lenguas para los niños.
Es muy importante destacar el uso de translingüismo en el aula debido a que posibilita la adquisición de lengua para los estudiantes sin la inserción directa o influencia directa del profesor. Mientras que los profesores no convertirse en un compendio de variedades de lengua practicadas en sus aulas, lo que necesitan es estar abiertos a trabajar con estas lenguas nuevas y variedades de lengua para animar participación estudiantil en translanguaging.

### Educación Superior
Muchos estudiantes utilizarán translinguismo en educación superior donde ellos se encuentran asistiendo a una universidad que no tenga su primera lengua como el medio de instrucción. Los estudiantes utilizan sus lenguas múltiples como recursos en su aprendizaje y entendiendo de materias e ideas. Un entorno de las lenguas múltiples habladas con varios repertorios deja un más grandes competencias multilinguisticas de las materias enseñadas y revisadas en cada lengua disponible. Los estudiantes bilingües o multilingües en educación superior quiénes estudian en su lengua nativa y el medio de la instrucción utilizada en sus instituciones están estudiadas para determinar cómo reformar la educación primaria y secundaria. Esto crea espacios para  la discusión de primario y sistemas escolares secundarios y su lengua(s) de instrucción. Translanguaging En la educación más alta ha sido vista mayoritariamente dentro América del Norte y en el Reino Unido. Hay países seguros que está aceptando de políticas multilingües, como India. Aun así, sitios como los Emiratos árabes Unidos no están aceptando de adoptar lenguas a sus sistemas escolares.

## Literatura
Hay mucha información  de latino literatura que caracteriza al translinguismo  como aspectos culturales y dispositivos estéticos , incluyendo los libros de niños y de ficción literarios. Los autores de Inmigrantes y segunda generación de americanos caracterizan translingüismo en sus historias del  mundo, incluyendo Giannina Braschi, Susana Chávez-Silverman, y Junot Díaz. Braschi  translingual novela Yo-Yo Boing! (1998) ofrece muchos ejemplos de translinguismo, code-switching, y liquidez, así como Puerto Rican y Nuyorican dialectalismos (dar pon, vejigantes, porcelanas; ¡Ay, bendito!), todo las cuales  expresan una lengua literaria y aspectos culturales. Yo-Yo Boing! Demuestra una concienciación metalingüística de translanguaging y el espacio entre lenguas. El narrador declara que “somos bilingües” (cuándo  habla de “barreras lingüísticas") y recurre a pseudo phonetic escribiendo para representar colloquialisms, en español o inglés.